# Antoine Pesne

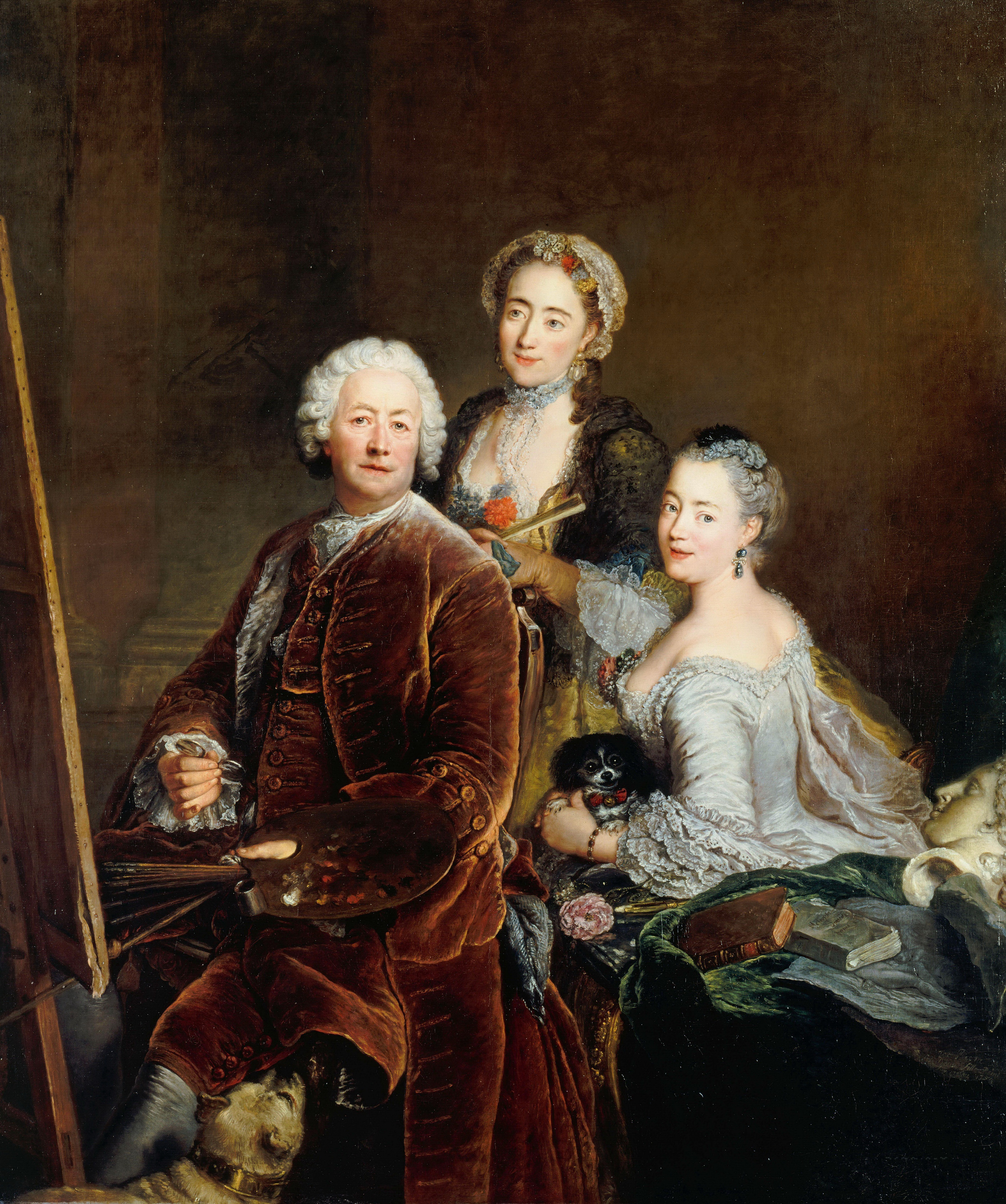
Bildnis des Malers mit seinen Töchtern (1754), Henriette stehend, Marie sitzend Gemäldegalerie Berlin

Antoine Pesne [pɛ:n] (* 23. Mai 1683 in Paris; † 5. August 1757 in Berlin) war seit dem Jahr 1711 Hofmaler in Preußen und seit 1722 Direktor der Berliner Kunstakademie.

## Leben
Der spätere preußische Hofmaler Pesne erhielt seine künstlerische Ausbildung bei seinem Vater Jean, einem Porträtmaler, und bei seinem Großonkel Charles de La Fosse, dem Hofmaler Ludwigs XIV. und Direktor der Académie Royale. Ein Stipendium der Académie ermöglichte es ihm, von 1705 bis 1710 in Venedig, Neapel und Rom zu studieren. In Rom konnte er den Maler Andrea Celesti für einige Jahre als Lehrer gewinnen.
Der preußische König Friedrich I. berief den jungen Franzosen 1710 als Hofmaler nach Berlin. Noch in Rom vermählte sich Pesne mit Ursule-Anne Dubuisson, einer Tochter des Blumenmalers Jean Baptiste Gayot Dubuisson, und übersiedelte mit seiner Frau und deren Familie nach Berlin, wo er als Nachfolger des am 6. Mai 1711 verstorbenen Niederländers Augustin Terwesten offiziell zum Hofmaler ernannt wurde. Dieses Amt behielt er auch nach dem Regierungsantritt Friedrich Wilhelms I. (1713), allerdings reduzierte der sparsame Soldatenkönig Pesnes Gehalt um die Hälfte.
1715 reiste der Maler zu Studienzwecken nach Dessau und 1718 erstmals nach Dresden, wo er als Bewerbungsstück für seine Aufnahme in die Pariser Académie Royale – die 1720 erfolgte – eine Darstellung von Simson und Delila malte. 1722 wurde er zum Direktor der Berliner Kunstakademie ernannt und besuchte in dieser Eigenschaft in den Jahren 1723 und 1724 Paris und London.
Von 1736 bis 1740 lebte Antoine Pesne am Rheinsberger Hof des kulturell frankophilen Kronprinzen Friedrich, der ein begeisterter Sammler von Bildern des französischen Malers Antoine Watteau (1683–1721) war. Er protegierte den Franzosen Pesne in der Hoffnung, dass dieser ihm Bilder im Stil Watteaus malen würde. Bei Friedrichs Tafelrunden war Pesne ein gern gesehener Gast. Er malte in Rheinsberg zahlreiche Porträts und schuf zwischen 1738 und 1740 einige Deckenfresken zu allegorisch-mythologischen Themen. Hier begann auch seine produktive Zusammenarbeit mit dem Architekten Georg Wenzeslaus von Knobelsdorff, der Anfang der 1730er Jahre von ihm an der Berliner Kunstakademie ausgebildet worden war. Beide Meister beauftragte Friedrich nach seiner Thronbesteigung mit der Erweiterung des Schlosses Charlottenburg, dem Bau von Sanssouci und der Neugestaltung des Potsdamer Stadtschlosses im Stil des friderizianischen Rokokos.
Im Jahr 1746 erhielt Pesne vom König das Grundstück Oberwallstraße 3 in Berlin zum Geschenk, einschließlich der Materialien zum Bau eines Hauses; dort wohnte der Maler bis an sein Lebensende. Im 145. Jahr nach Pesnes Tod beschloss die Stadt Berlin, eine bronzene Gedenktafel anbringen, um die „Erinnerung an den Hofmaler Friedrichs des Großen wachzuhhalten“. Die Tafel trug die Inschrift: „Hier wohnte im letzten Lebensjahre / der Königliche Hofmaler / Antoine Pesne / geb. 23. V. 1683 gest. 5. VIII. 1757. / Seinem Andenken / die Stadt Berlin 1901.“ Sie ist nicht mehr erhalten, wahrscheinlich fiel sie dem Zweiten Weltkrieg zum Opfer. Im Auftrag des Grafen Gustav Adolph von Gotter wirkte Pesne um 1747 noch an der Ausgestaltung des Schlosses Molsdorf mit, danach war sein künstlerisches Schaffen weitestgehend beendet. Lediglich 1754 griff Pesne erneut zum Pinsel, als er das berühmte, hier oben gezeigte Selbstporträt mit seinen beiden Töchtern schuf. Mit diesem Familienbildnis, mit der Darstellung einer intimen Situation, die typisch wurde für den Stil des Rokoko, löste sich Pesne von den Traditionen des Barock.

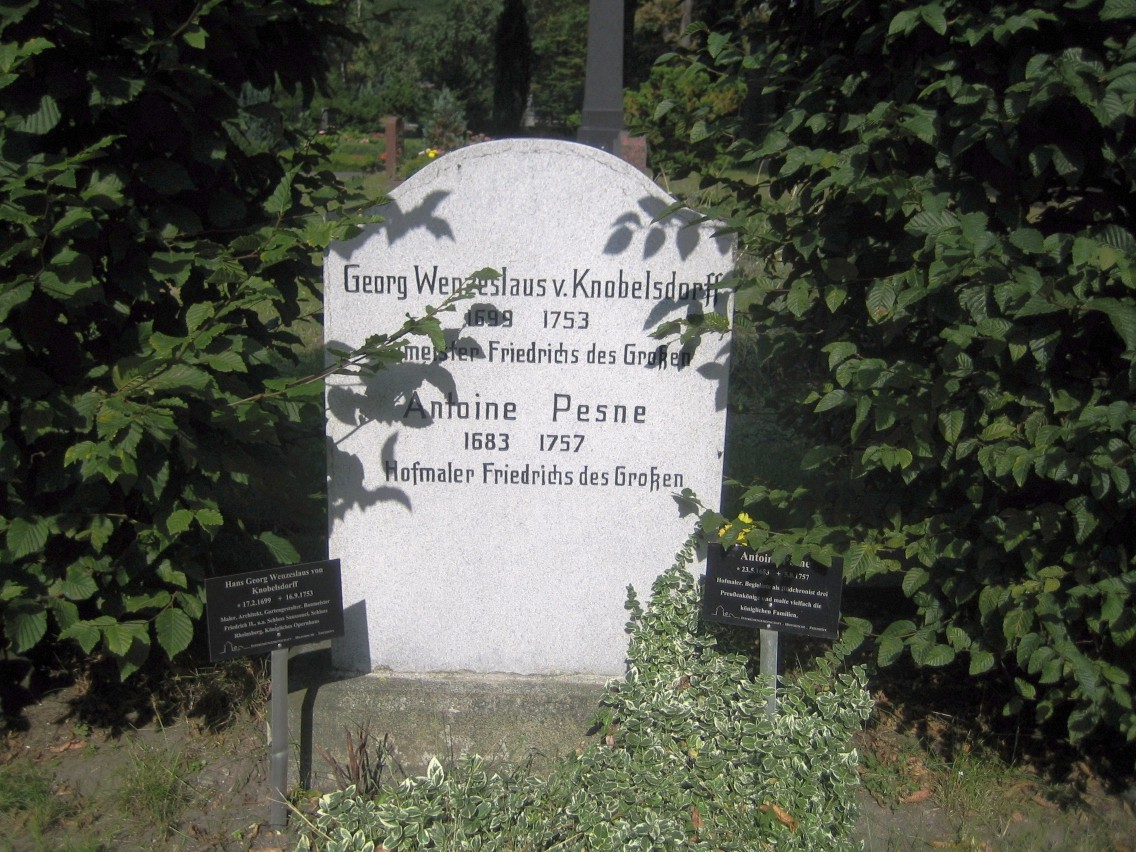
Grab von Knobelsdorff und Pesne

Pesne, der als Hofmaler drei preußischen Königen gedient hatte, starb am 5. August 1757 und wurde am folgenden Tag in der Gruft des Deutschen Domes auf dem Gendarmenmarkt in Berlin an der Seite Knobelsdorffs beigesetzt. Wegen Umbauarbeiten im Dom wurden die Gebeine Pesnes und Knobelsdorffs 1881 auf den Friedhof I der Jerusalems- und Neuen Kirchengemeinde am Halleschen Tor in Berlin-Kreuzberg umgebettet. Die ursprünglich dort vorhandene Grabanlage mit Marmortafel und Putto wurde entweder während eines Bombenangriffs im Zweiten Weltkrieg zerstört oder kam bei Bauarbeiten zur Verlegung der Blücherstraße abhanden. Heute erinnert nur noch ein schmuckloser Grabstein auf einem Grab der Stadt Berlin in der Nähe des Friedhofseingangs Zossener Straße an den Künstler. Das Grab war bis 2014 als Ehrengrab der Stadt Berlin gewidmet.
1983 fand im Neuen Palais und in den Römischen Bädern Potsdam-Sanssouci sowie im Märkischen Museum Berlin eine große Ausstellung zum 300. Geburtstag Pesnes statt.

### Familie
Er heiratete am 5. Januar 1710 in Rom Ursule-Anne Dubuisson (1696–1748) (auch:Ursula du Buison).
Aus seiner Ehe entstammen die Töchter Marie, die den Grenadierhauptmann Jakob von Rege (Jacob D'Azemar de Rege; * 2. Dezember 1701; † 6. April 1743) heiratete, und Helene Elisabeth (* 31. Juli 1712; † 1798), verheiratet mit dem Haushofmeister Jean Baptiste Joyard, ein Sohn namens Karl Anton starb jung.
Einer seiner Enkel, Antoine Joyard, war Geheimer Kriegsrat, Steuerdirektor und Oberhaushofmarschall von Friedrich II. von Preußen und  heiratete am 14. November 1771 in Berlin Frederique Elisabeth de Dieu (auch Dieu und Godde genannt), die aus einem alten Berliner Hugenottengeschlecht stammte. Aus der Ehe gingen fünf Kinder hervor.

## Bedeutung
Der Maler Antoine Pesne zählt neben dem Baumeister Georg Wenzeslaus von Knobelsdorff, dem Ornamentiker Johann August Nahl und dem Kupferstecher Georg Friedrich Schmidt zu den bedeutenden Künstlern des friderizianischen Rokoko. Außerdem wird er neben Antoine Watteau, Nicolas Lancret (1690–1743) und François Boucher (1703–1770) als ein Vertreter der französischen Rokoko-Malerei gewertet.
Pesne erlangte anhaltende Anerkennung einerseits durch seine vielfachen Porträts der königlich preußischen Familie und der Angehörigen ihres Hofstaates – er begleitete als Bildchronist fast ein halbes Jahrhundert drei Preußenkönige –, andererseits aber auch durch seine Bilder von Tänzerinnen, Schauspielerinnen oder einfachen Mädchen aus dem Volk. In Berliner Museen und im Schloss Charlottenburg sind viele seiner Gemälde ausgestellt, u. a. mehrere Porträts des „Alten Fritz“, seines Bruders Heinrich, der Sophie Marie von Voß und des „Alten Dessauers“. Seine Fresken, seine Wand- und Deckenbilder, die er für die Schlösser Rheinsberg, Charlottenburg, Sanssouci oder das Potsdamer Stadtschloss schuf, gehören, soweit sie noch erhalten sind, zum bleibenden Kulturerbe Preußens.

## Stimmen der Zeitgenossen
Der preußische Kronprinz Friedrich schrieb am 14. November 1737 in französischer Sprache ein euphorisches Gedicht gerichtet an Herrn Antoine Pesne . Die ersten Zeilen lauten in deutscher Übersetzung:
Welch herrlich Schauspiel ist’s, das vor mir leuchtend lebt!
Zur Götterhöhe, Pesne, dein Pinsel dich erhebt -
Wie Atmen, Lachen, Lust in dem Gemälde lieget!
Die Weisheit deiner Kunst selbst die Natur besieget.
Matthias Oesterreich, ein Kenner der damaligen zeitgenössischen Malerei, verfasste 1761 folgende (auszugsweise wiedergegebene) Hommage auf den Maler:
„Sein Tod war ein wahrhafter Verlust für die Malerkunst und deren Liebhaber, denn in ihm verloren beide den geschicktesten Meister dieses Jahrhunderts. Er war es aber auch für seine Freunde, die in ihm den gefälligsten, redlichsten Freund geraubt sahen. Er war es überhaupt für alle die, die ihn gekannt hatten, weil er sich ihnen durch sein leutseliges einnehmendes Wesen und durch seinen geistvollen Umgang verehrungswürdig gemacht hatte. Wenn Pesne nichts weiter vor sich hätte, als dieses, dass ihn ein König, wie Friedrich, nicht wegen seiner Kunst allein, sondern auch seines moralischen Charakters wegen, ausnehmend geschätzt hat, dass ihn das Haus dieses Königs und dessen Hof aus eben den Ursachen achtete, so würde dies allein schon die gültigste Versicherung für sein Werk geben.“
„Für die Künstler und Liebhaber der Kunst sind seine Arbeiten der schätzbarste Nachlass.“

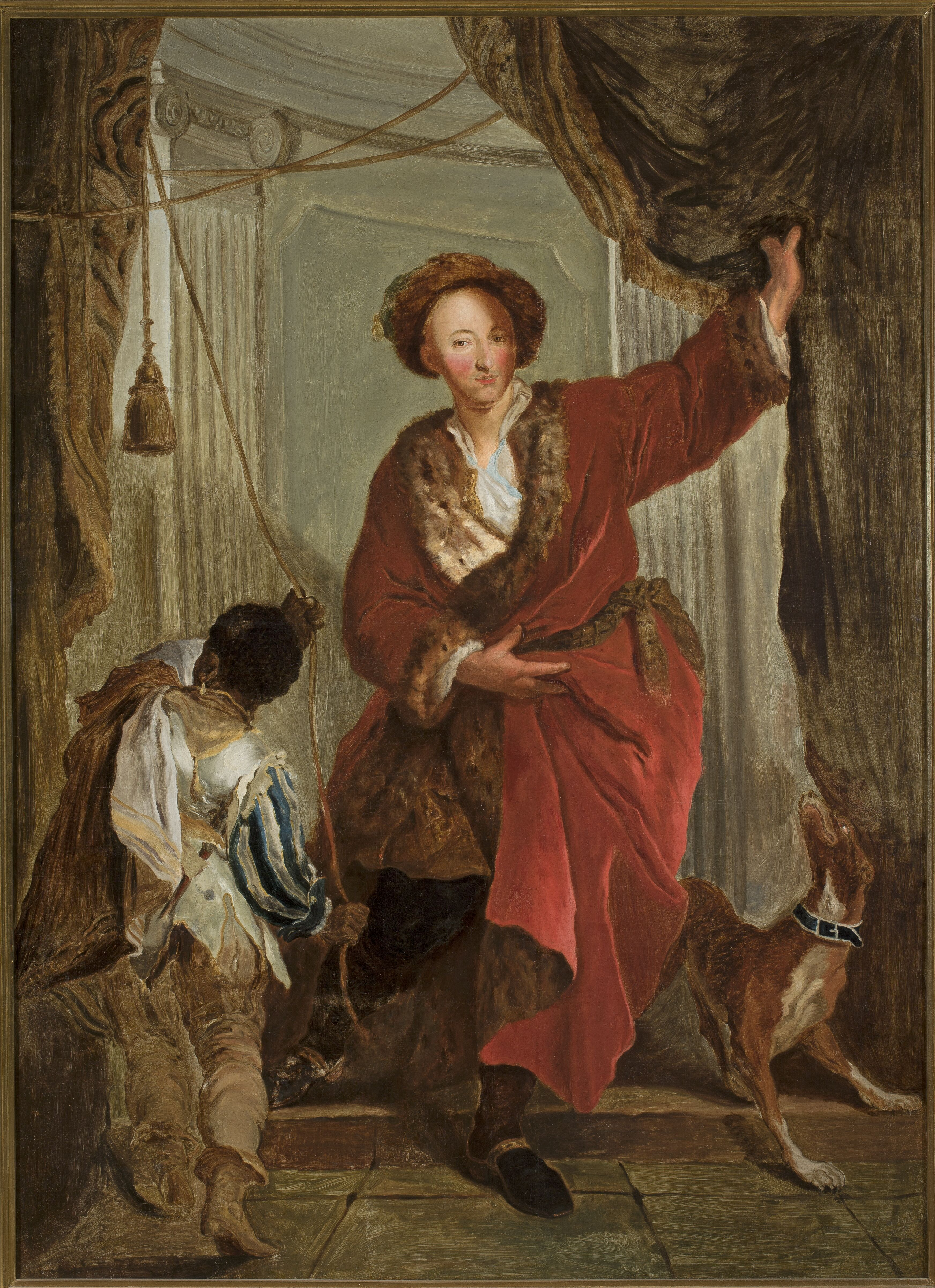
Friedrich Ernst zu Innhausen und Knyphausen
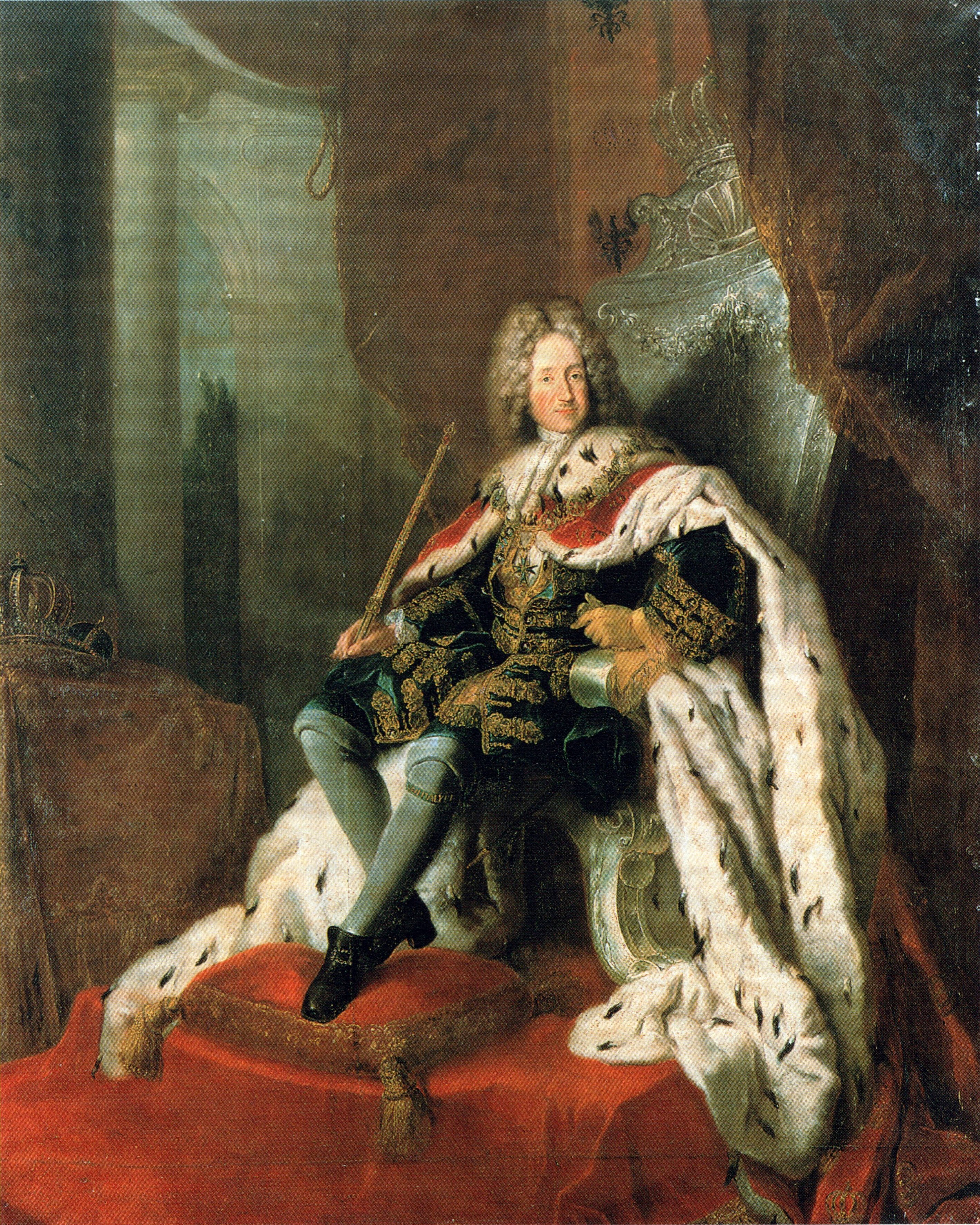
Friedrich I. von Preußen
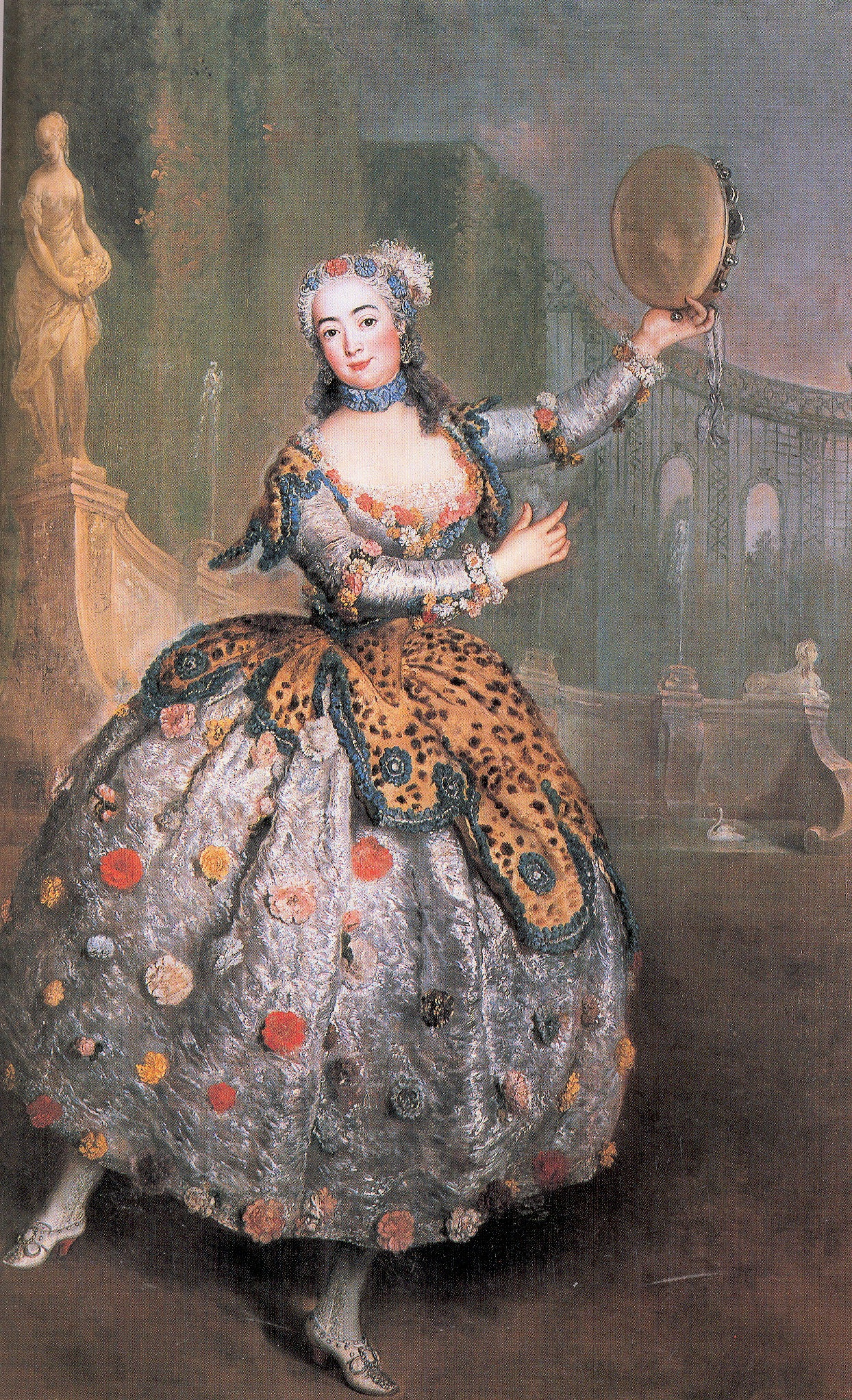
Barbara Campanini („La Barberina“)
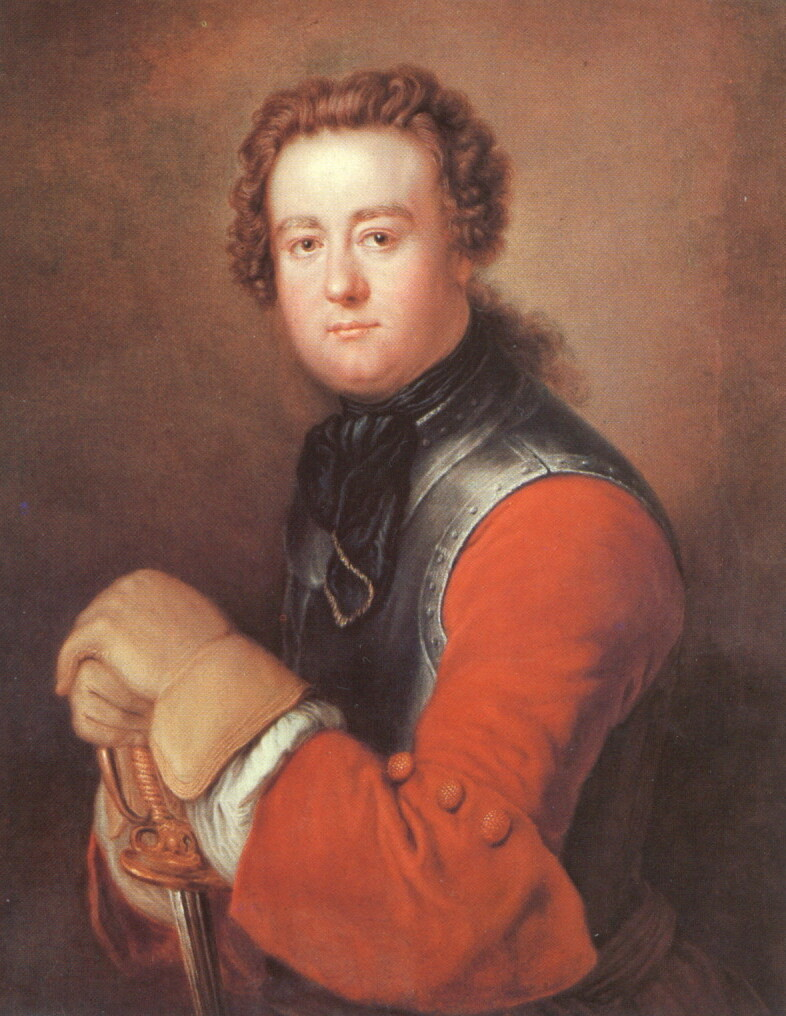
Georg Wenzeslaus von Knobelsdorff
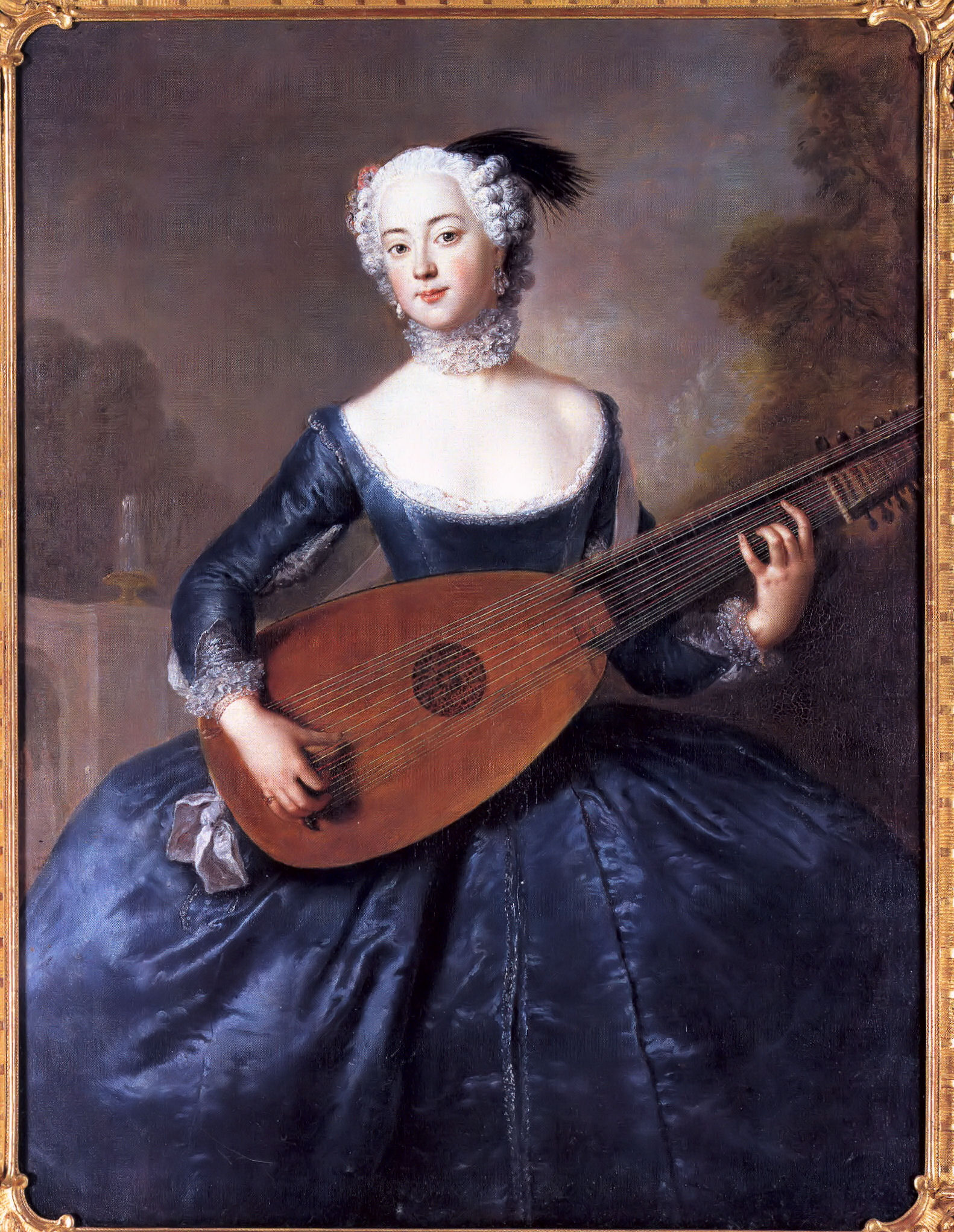
Freifrau von Keyserlinck
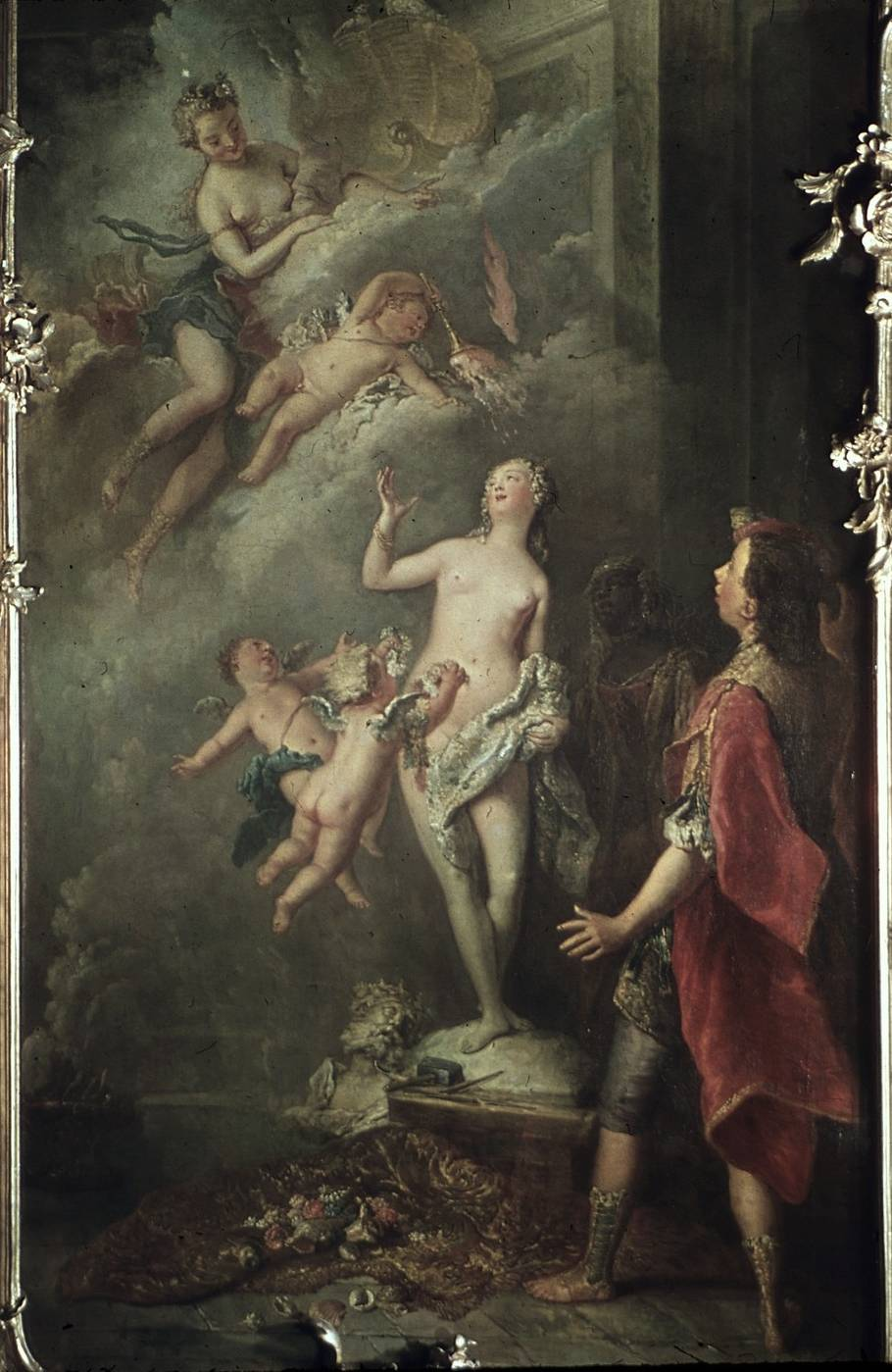
Pygmalion und Galatea

## Werke (Auswahl)

### Porträts und Gemälde
- Mädchen im Fenster, 1706, Leinwand, 107,5 cm × 84,5 cm, Potsdam, Sanssouci
- König Friedrich I. auf dem Thron, um 1710, Leinwand, 252 cm × 201 cm, Potsdam, Sanssouci
- Zigeunerin beim Wahrsagen, um 1710, Öl auf Leinwand, Wrocław, Muzeum Narodowe
- Familienporträt des Barons von Erlach, 1711, St. Petersburg, Hermitage
- Gisela Agnes, Fürstin von Anhalt-Köthen, 1713, Köthen (Anhalt), St. Agnuskirche
- Mädchen und Wahrsagerein, um 1715, Leinwand, 114 cm × 92,5 cm, Dresden, Galerie Alte Meister
- Mohr mit Blumen und Prunkgefäßen, um 1715, Leinwand, 289 cm × 240 cm, Potsdam, Sanssouci
- Simson und Delila, um 1718, Berlin, Gemäldegalerie
- Porträt des sechsjährigen Kronprinzen Friedrich, 1718
- Wilhelmine mit ihrem Bruder Friedrich, um 1720
- Jacob Heinrich von Flemming, Porträt, um 1720, Dresden, Historisches Museum
- Ludwig v. Bredow-Wagenitz, um 1720, Wagenitz[9]
- Johann Melchior Dinglinger, Porträt, 1721, Öl auf Leinwand, 149 cm × 110 cm
- August der Starke im Hofkleid, Gemälde, 1722
- Jean Mariette (1660–1742), Porträt, um 1724 (?), Öl auf Leinwand, Paris, Musee Carnavalet
- Selbstbildnis, um 1728, Dresden, Gemäldegalerie
- Empfang Augusts des Starken im Berliner Schloss, 1728, Berlin, Schloss Charlottenburg
- Friedrich Wilhelm I., zwei Porträts, um 1729 und um 1733
- Porträt eines Salzburger Mädchens, 1732
- Porträt des preußischen Kriegsministers Georg Dietloff von Arnim (1679–1753), um 1735
- Der Komponist Carl Heinrich Graun mit Gattin, um 1735, Leinwand, 140 cm × 110 cm, Potsdam, Sanssouci
- Porträt des neunjährigen Prinzen Heinrich, 1735
- Jean-Philippe Baratier in Anwesenheit Minervas, 1735, Öl auf Leinwand, Saint-Quentin, Musee Antoine Lecuyer
- Porträt des Kronprinzen Friedrich, 1736, Öl auf Leinwand, 113 cm × 143 cm
- Königin Sophie Dorothea, Porträt, 1737
- Georg Wenzeslaus von Knobelsdorff, Porträt, 1738, Stichting Huis Doorn
- Caesarion (Dietrich von Keyserlingk), Porträt, um 1738, Leinwand, 146 cm × 113 cm, Stichting Huis Doorn
- Kronprinzessin Elisabeth Christine, Porträt, vor 1740
- Herzogin Philippine Charlotte von Braunschweig-Wolfenbüttel, Porträt, um 1744, Staatsgalerie Bayreuth, Neues Schloss
- Porträt der Luise Ulrike, Königin von Schweden, 1744
- Der Kiez in Freienwalde, 1745, Ölskizze, Papier auf Leinwand, 45 cm × 70 cm, Potsdam, Sanssouci
- Eleonore Freifrau von Keyserlingk, Porträt, um 1745, Leinwand, 143,5 cm × 107 cm, Berlin, Schloss Charlottenburg
- Die Schauspielerin Babette Cochois, um 1745, Leinwand, 128 cm × 99 cm, Potsdam, Sanssouci
- Die Tänzerin Barberina, um 1745, Berlin, Schloss Charlottenburg
- Damen und ein Kavalier in Parklandschaft, um 1745, Rötel und Tuschpinsel, 18,1 cm × 24,8 cm, Berlin, Staatliche Museen, Kupferstichkabinett
- Porträt Friedrichs des Großen, 1746, Landesmuseum Hannover
- Landschaft mit badenden Mädchen, 1746, Leinwand, 247 cm × 130 cm, Berlin, Schloss Charlottenburg
- Porträt J. S. Bachs von Antoine Pesne unsigniert, 1747
- Markgräfin Wilhelmine von Brandenburg-Bayreuth in Pilgertracht, Porträt, um 1750, 145 cm × 111 cm, Potsdam, Sanssouci
- Gustav Adolph Graf von Gotter und seine Nichte Friederike von Wangenheim in Pilgertracht, um 1750, Leinwand, 107 cm × 87 cm, Potsdam, Sanssouci
- Selbstbildnis des Künstlers mit Familie, 1754, Leinwand, 274 cm × 233 cm, Potsdam, Sanssouci
- Friederike Markgräfin von Ansbach, 1756, Leipzig, Museum der bildenden Künste
- Porträt der Gräfin Juliane Wilhelmine von Bose, Privatbesitz

### Fresken, Deckenbilder, Wandfelder, Entwürfe und Studien
- Fresken im Schloss Rheinsberg, 1738 bis 1740
- Entwurf für den Theatervorhang des Berliner Opernhauses, 1742, Ölskizze, Leinwand, 56 cm × 81 cm, Berlin, Schloss Charlottenburg
- Deckengemälde im Neuen Flügel des Schlosses Charlottenburg, 1742/43
- Deckengemälde im Treppenhaus des Potsdamer Stadtschlosses, 1746
- Deckengemälde im Audienzzimmer des Schlosses Sanssouci, 1747
- fünf Wandbilder im Konzertzimmer des Schlosses Sanssouci, 1747
- Wandfeld im Konzertzimmer von Schloss Sanssouci mit Pygmalion und Galatea und Vetumnus und Pomona, 1747, Leinwand, je 300 cm × 120 cm
- Ausgestaltung des Schlosses Molsdorf im Auftrag des Grafen Gustav Adolph von Gotter, um 1747
- Raub der Helena, Studie zu dem von Christian Bernhard Rode (1725–1797) vollendeten Gemälde im Marmorsaal des Neuen Palais, um 1755, Ölskizze, Leinwand, 79 cm × 114 cm, Potsdam, Sanssouci